# Carlo Roberto Dati

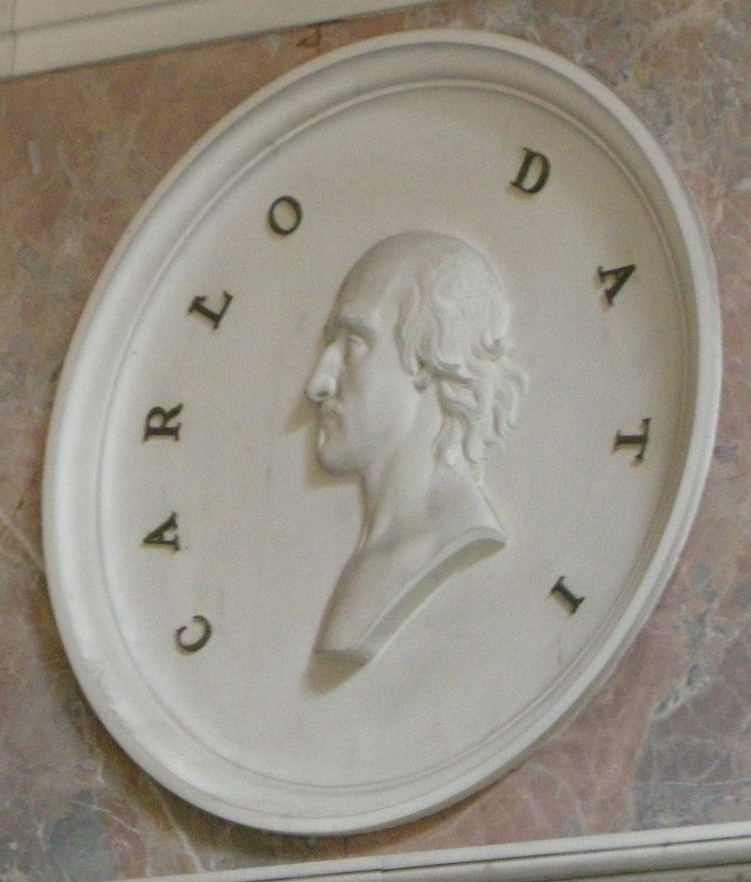
Carlo Roberto Dati; Idealportrait (19. Jh.) in der Tribuna di Galileo, Florenz

Carlo Roberto Dati (* 2. Oktober 1619 in Florenz; † 11. Januar 1676 ebenda) war ein italienischer Gelehrter.
Dati war Schüler von Galileo Galilei und Evangelista Torricelli. Er wurde 1640 unter dem Namen Smarrito (der „Verwirrte“) Mitglied der Accademia della Crusca und Mitarbeiter an der dritten Ausgabe des Wörterbuchs der Akademie. Ab 1648 war er Professor für alte Sprachen zu Florenz.
Sein Hauptwerk sind die Vite de’ pittori antichi, der Discorso dell’obbligo di ben parlar la propria lingua und die Prose florentine raccolte dallo Smarrito.
1825 gab Domenico Moreni seine Briefe heraus.

## Leben
1619 zu Florenz geboren, wurde er seiner ausgedehnten Sprachkenntnisse wegen schon in seinem zwanzigsten Jahre zum Mitglied der Accademia della Crusca erwählt, deren Consul er 1649 wurde. In den Naturwissenschaften Schüler Torricellis, in der Geometrie Galileis, stand er mit allen wissenschaftlichen Celebritäten der Zeit in Verbindung. Im Jahre 1648 wurde er zum Nachfolger Donis als Lehrer der griechischen und römischen Literatur ernannt. Ludwig XIV. bemühte sich ihn nach Frankreich zu ziehen, und ehrte ihn, als Dati dies ausschlug, mit einer Pension von 100 Louis d’or. Er starb im Jahre 1676. Wie er mit Cassiano Dal Pozzo befreundet war, so stand er auch mit mehreren Künstlern in freundschaftlicher Beziehung und beschäftigte sich viel mit kunstwissenschaftlichen Studien. Von einem auf drei Teile berechneten Werke über die Malerei ist auf Veranlassung Ludwigs XIV. ein Teil erschienen, welcher die Geschichte der vier größten Maler des Altertums (Zeuxis von Herakleia, Parrhasios, Apelles und Protogenes), nebst anderen kunsttheoretischen und kunsthistorischen Untersuchungen enthält.

## Werke

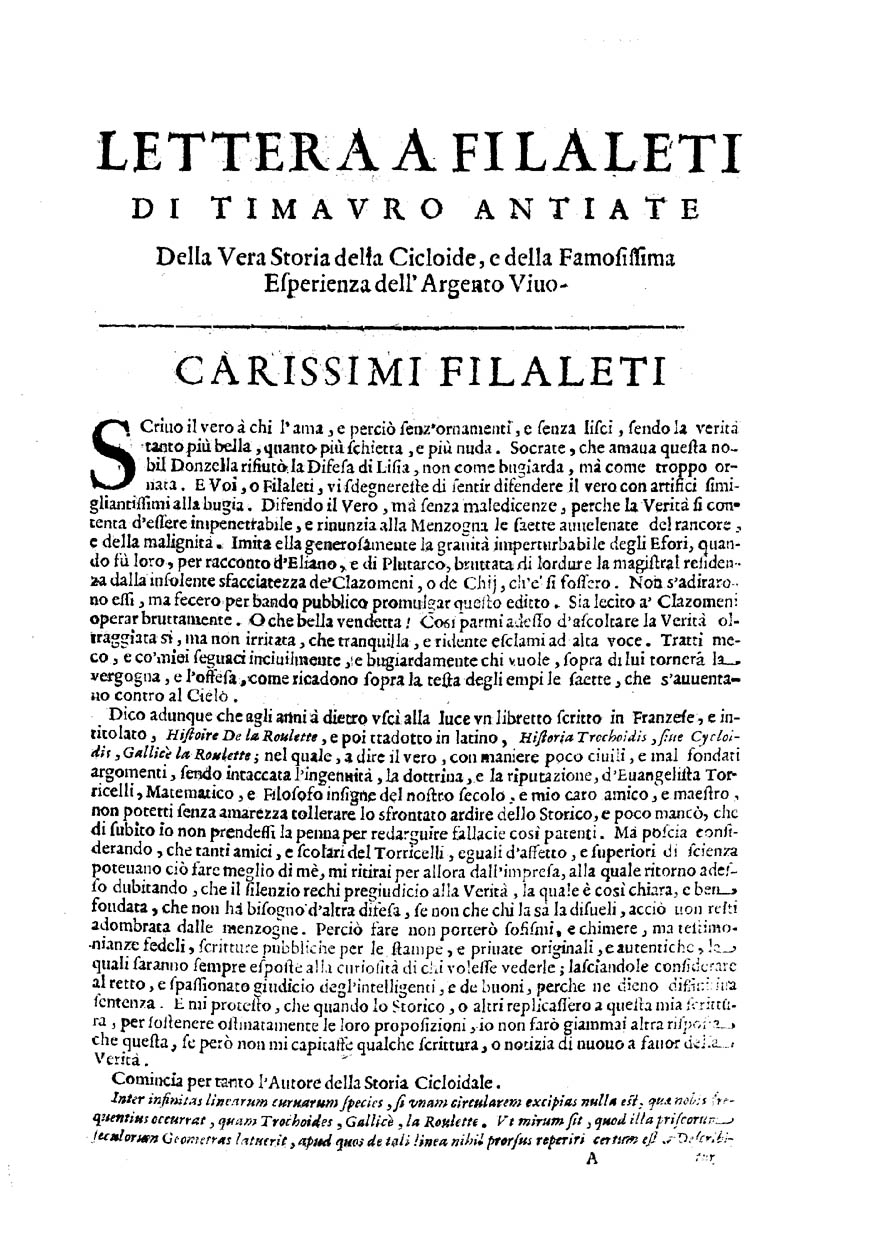
Lettera a Filaleti di Timauro Antiate, 1663

- Esequie della maestà christianissima di Luigi XIII il giusto rè di Francia e di Nauarra. Celebrate in Firenze dall’altezza sereniss. di Ferdinando II Gran Duca di Toscana e descritte da Carlo Dati, In Firenze: nella stamperia di S.A.S., 1644
- Discorso dell’obbligo di ben parlare la propria lingua, di C. D. osseruazioni intorno al parlare, e scriuere toscano. Di G. S. con le declinazioni de’ verbi di Benedetto Buommattei. Al Serenissimo Principe Leopoldo di Toscana, In Firenze: per Francesco Onofri, 1657
- Dissertazione sull’utilità e il diletto che reca la geometria, Firenze: all’insegna della stella, 1658
- La pace, selva epitalamica nell’augustissime nozze delle maestà cristianissime Luigi XIV e Maria Teresa d’Austria, In Firenze: all’insegna della stella, 1660
- Prose fiorentine raccolte dallo Smarrito accademico della Crusca. Al serenissimo principe Leopoldo di Toscana, In Firenze: nella nuoua stamperia all’insegna della Stella, 1661. Poi: Firenze: nella stamperia di S.A.R, per Santi Franchi, 1716-1745 e Venezia: presso Domenico Occhi, in Merceria sotto l’orologio all’insegna dell’Unione, 1730–1735
- Lettera a Filaleti di Timauro Antiate della vera storia della cicloide e della famosissima esperienza dell’argento vivo. 1663 (italienisch, beic.it).
- Delle lodi del commendatore Cassiano Dal Pozzo orazione di Carlo Dati. All’insegna della stella, Firenze 1664 (italienisch, google.it).
- Gli amanti ladri notturni, cocchiata, In Firenze: all’insegna della stella, 1667
- Vite de pittori antichi scritte e illustrate da Carlo Dati nell’Accademia della Crusca lo Smarrito. nella stamperia della Stella, Firenze 1667 (italienisch, google.it).
  - Vite de’ pittori antichi scritte ed illustrate da Carlo Dati nell’Accademia della Crusca lo Smarrito. Colle postille della prima edizione e con quelle che scritte in margine dello stesso autore furono pubblicate nella seconda. dalla Società Tipografica de’ Classici Italiani, Milano 1806 (italienisch, google.it).
- Dice ed Irene gemelle della dea Temide Selva per la nuova concordia delle corone di Francia, e di Spagna, In Firenze: all’insegna della stella, 1668
- Penegirico alla maestà cristianissima di Luigi XIV re di Francia e di Navarra detto da Carlo Dati, In Firenze: all’insegna della stella, 1669
- In Aurea Pythagorae Carmina Praelectiones XXIII
- In Pythagorae Symbola Praelectiones XXII
- In Titi Pomponii Attici Vitam a Cornelio Nepote conscriptam Praelectiones XVII
- De Institutione Epistolica Praelectiones
- In Librum Martialis de Amphitheatro Praelectiones III
- Frammenti del capitolare di Lotario imp. tolti da una carta ms. del sig. Capitano Cosimo della Rena e inviati al sig. Emerico Bigot da C. R. Dati. All’insegna della stella, Firenze 1675 (italienisch, google.it).
- Il cedrarancio veglia di Carlo Roberto Dati accademico della Crusca, Firenze: nella stamperia di Borgo Ognissanti per Francesco Daddi, 1813
- Veglie inedite di Carlo Roberto Dati accademico della Crusca, Firenze: nella stamperia di Borgo Ognissanti: (Francesco Daddi)
- Domenico Moreni (Hrsg.): Lettere di Carlo Roberto Dati. nella stamperia Magheri, Firenze 1825 (italienisch, google.it).
- Bartolomeo Gamba (Hrsg.): Scelta di prose di Carlo Ruberto Dati accademico della Crusca. tipografia di Alvisopoli, Venezia 1826 (italienisch, google.it).
- Lepidezze di spiriti bizzarri e curiosi avvenimenti raccolti e descritti da Carlo Dati, Firenze: nella stamperia Magheri, 1829
- Diceria di Carlo Roberto Dati nella quale si ragiona chi fosse prima o la gallina o l’uovo, Imola: tip. d’Ignazio Galeati e figlio, 1878
- Orazione in lode e difesa dei brutti / Carlo Roberto Dati, Firenze: Valli, 1995